# جوریس تون
جوریس تون (انگلیسی: Juris Tone؛ زادهٔ ۲۶ مهٔ ۱۹۶۱) از برندگان مدال‌های بازی‌های المپیک زمستانی دونده اهل لتونی است.